# Будда из Береники
Будда из Береники — статуя Будды, обломки которой были обнаружены при раскопках античного порта Береника (египетское побережье Красного моря) в январе 2018 и в январе 2022 годов. Это наиболее ранняя статуя Будды, найденная к западу от Афганистана, и важное свидетельство индо-римской торговли рубежа эр.
Статуя была обнаружена в палисаднике храма ранней Римской империи, посвящённого Исиде. Судя по стилистическим особенностям, фигура могла быть изготовлена в Александрии во II веке н. э.. Стивен Сайдботам из Делавэрского университета датирует статую промежутком между 90 и 140 годом н. э. Материал был добыт в Малой Азии, однако не исключено, что статуя была изваяна уже в Беренике. У статуи есть ободок, украшенный лучами солнца и цветком лотоса. Высота статуи — примерно 71 см.
Помимо статуи, во время раскопок была найдена надпись на санскрите, датируемая временем римского императора Филиппа I Араба (244—249 гг. н. э.). Родни Аст из Гейдельбергского университета считает, что статуя и надпись были сделаны в самой Беренике; в таком случае здесь должны были иметься мастера, которые умели выполнять такие заказы, и люди, заинтересованные в покупке.
Иные фрагменты статуй Будды были обнаружены в Беренике в 2019 году, некоторых из них были сделаны из гипса.